# Coupe CECAFA des nations 2012
Navigation
Tanzanie 2011 Kenya 2013
La Coupe CECAFA des nations 2012 est la trente-septième édition de la Coupe CECAFA des nations qui a eu lieu en Ouganda du 24 novembre au 8 décembre 2012. Les nations membres de la CECAFA (Confédération d'Afrique centrale et de l'Est) sont invitées à participer à la compétition. 
C'est le pays hôte et tenant du titre, l'Ouganda qui remporte à nouveau la compétition en s'imposant en finale face au Kenya. La sélection de Zanzibar termine à la troisième place. C'est le treizième titre de champion de la CECAFA pour la sélection ougandaise.
La sélection de Djibouti est absente, contrainte de se retirer pour raisons administratives. Elle est remplacée par le Malawi, équipe de la COSAFA invitée par les organisateurs. C'est également le premier tournoi officiel disputée par l'équipe du Soudan du Sud, formée il y a moins de deux ans. 
Il y a donc 12 équipes engagées et le premier tour se déroule donc avec trois poules de quatre équipes : les deux premiers plus les deux meilleurs troisièmes se qualifient pour la phase finale, disputée à partir des quarts de finale. Toutes les rencontres sont disputées à Dar es Salaam.

## Équipes participantes
| - Ouganda - Organisateur et tenant du titre - Soudan du Sud - Zanzibar - Malawi - Équipe invitée - Éthiopie - Burundi | - Soudan - Somalie - Rwanda - Kenya - Tanzanie - Érythrée |

## Compétition

### Premier tour

#### Groupe A
| Rang | Équipe        | Pts | J | G | N | P | Bp | Bc | Diff |  | Résultats (▼ dom., ► ext.) |  |     |     |     |
| ---- | ------------- | --- | - | - | - | - | -- | -- | ---- |  | -------------------------- |  | --- | --- | --- |
| 1    | Ouganda       | 9   | 3 | 3 | 0 | 0 | 6  | 0  | +6   |  | Ouganda                    |  | 1-0 | 1-0 | 4-0 |
| 2    | Kenya         | 6   | 3 | 2 | 0 | 1 | 5  | 2  | +3   |  | Kenya                      |  |     | 3-1 | 2-0 |
| 3    | Éthiopie      | 3   | 3 | 1 | 0 | 2 | 2  | 4  | -2   |  | Éthiopie                   |  |     |     | 1-0 |
| 4    | Soudan du Sud | 0   | 3 | 0 | 0 | 3 | 0  | 7  | -7   |  | Soudan du Sud              |  |     |     |     |

#### Groupe B
| Rang | Équipe   | Pts | J | G | N | P | Bp | Bc | Diff |  | Résultats (▼ dom., ► ext.) |  |     |     |     |
| ---- | -------- | --- | - | - | - | - | -- | -- | ---- |  | -------------------------- |  | --- | --- | --- |
| 1    | Burundi  | 9   | 3 | 3 | 0 | 0 | 7  | 1  | +6   |  | Burundi                    |  | 1-0 | 1-0 | 5-1 |
| 2    | Tanzanie | 6   | 3 | 2 | 0 | 1 | 9  | 1  | +8   |  | Tanzanie                   |  |     | 2-0 | 7-0 |
| 3    | Soudan   | 3   | 3 | 1 | 0 | 2 | 1  | 3  | -2   |  | Soudan                     |  |     |     | 1-0 |
| 4    | Somalie  | 0   | 3 | 0 | 0 | 3 | 1  | 13 | -12  |  | Somalie                    |  |     |     |     |

#### Groupe C
| Rang | Équipe   | Pts | J | G | N | P | Bp | Bc | Diff |  | Résultats (▼ dom., ► ext.) |  |     |     |     |
| ---- | -------- | --- | - | - | - | - | -- | -- | ---- |  | -------------------------- |  | --- | --- | --- |
| 1    | Rwanda   | 6   | 3 | 2 | 0 | 1 | 5  | 2  | +3   |  | Rwanda                     |  | 2-0 | 1-2 | 2-0 |
| 2    | Malawi   | 6   | 3 | 2 | 0 | 1 | 5  | 4  | +1   |  | Malawi                     |  |     | 2-0 | 3-2 |
| 3    | Zanzibar | 4   | 3 | 1 | 1 | 1 | 2  | 3  | -1   |  | Zanzibar                   |  |     |     | 0-0 |
| 4    | Érythrée | 1   | 3 | 0 | 1 | 2 | 2  | 5  | -3   |  | Érythrée                   |  |     |     |     |

#### Classement des meilleurs troisièmes
| Rang | Équipe   | Pts | J | G | N | P | Bp | Bc | Diff |
| ---- | -------- | --- | - | - | - | - | -- | -- | ---- |
| 1    | Zanzibar | 4   | 3 | 1 | 1 | 1 | 2  | 3  | -1   |
| 2    | Éthiopie | 3   | 3 | 1 | 0 | 2 | 2  | 4  | -2   |
| 3    | Soudan   | 3   | 3 | 1 | 0 | 2 | 1  | 3  | -2   |

### Phase finale
|  | Quarts de finale | Quarts de finale | Quarts de finale | Quarts de finale |              |              | Demi-finales    | Demi-finales    | Demi-finales                  | Demi-finales                  |                               |                               | Finale          | Finale          | Finale          | Finale          |
|  |                  |                  |                  |                  |              |              |                 |                 |                               |                               |                               |                               |                 |                 |                 |                 |
|  | 3 décembre 2012  | 3 décembre 2012  | 3 décembre 2012  | 3 décembre 2012  |              |              | 6 décembre 2012 | 6 décembre 2012 | 6 décembre 2012               | 6 décembre 2012               |                               |                               | 8 décembre 2012 | 8 décembre 2012 | 8 décembre 2012 | 8 décembre 2012 |
|  | 3 décembre 2012  | 3 décembre 2012  | 3 décembre 2012  | 3 décembre 2012  |              |              | 6 décembre 2012 | 6 décembre 2012 | 6 décembre 2012               | 6 décembre 2012               |                               |                               | 8 décembre 2012 | 8 décembre 2012 | 8 décembre 2012 | 8 décembre 2012 |
|  | 1er C            | Rwanda           | 0                | 0                |              |              | 6 décembre 2012 | 6 décembre 2012 | 6 décembre 2012               | 6 décembre 2012               |                               |                               | 8 décembre 2012 | 8 décembre 2012 | 8 décembre 2012 | 8 décembre 2012 |
|  | 1er C            | Rwanda           | 0                | 0                |              |              | 6 décembre 2012 | 6 décembre 2012 | 6 décembre 2012               | 6 décembre 2012               |                               |                               | 8 décembre 2012 | 8 décembre 2012 | 8 décembre 2012 | 8 décembre 2012 |
|  | 2e B             | Tanzanie         | 2                | 2                |              |              | 6 décembre 2012 | 6 décembre 2012 | 6 décembre 2012               | 6 décembre 2012               |                               |                               | 8 décembre 2012 | 8 décembre 2012 | 8 décembre 2012 | 8 décembre 2012 |
|  | 2e B             | Tanzanie         | 2                | 2                | Tanzanie     | Tanzanie     | 0               | 0               |                               |                               |                               |                               | 8 décembre 2012 | 8 décembre 2012 | 8 décembre 2012 | 8 décembre 2012 |
|  | 4 décembre 2012  |                  |                  |                  | Tanzanie     | Tanzanie     | 0               | 0               |                               |                               |                               |                               | 8 décembre 2012 | 8 décembre 2012 | 8 décembre 2012 | 8 décembre 2012 |
|  |                  |                  | Ouganda          | Ouganda          | 3            | 3            |                 |                 |                               |                               |                               |                               | 8 décembre 2012 | 8 décembre 2012 | 8 décembre 2012 | 8 décembre 2012 |
|  | 1er A            | Ouganda          | Ouganda          | Ouganda          | 3            | 3            | 2               | 2               |                               |                               |                               |                               | 8 décembre 2012 | 8 décembre 2012 | 8 décembre 2012 | 8 décembre 2012 |
|  | 1er A            | Ouganda          | 6 décembre 2012  |                  |              |              | 2               | 2               |                               |                               |                               |                               | 8 décembre 2012 | 8 décembre 2012 | 8 décembre 2012 | 8 décembre 2012 |
|  | 2e A ou B        | Éthiopie         | 0                | 0                |              |              |                 |                 |                               |                               |                               |                               | 8 décembre 2012 | 8 décembre 2012 | 8 décembre 2012 | 8 décembre 2012 |
|  | 2e A ou B        | Éthiopie         | 0                | 0                | Ouganda      | Ouganda      | 2               | 2               |                               |                               |                               |                               |                 |                 |                 |                 |
|  | 3 décembre 2012  |                  |                  |                  | Ouganda      | Ouganda      | 2               | 2               |                               |                               |                               |                               |                 |                 |                 |                 |
|  |                  |                  | Kenya            | Kenya            | 1            | 1            |                 |                 |                               |                               |                               |                               |                 |                 |                 |                 |
|  | 1er B            | Burundi          | Kenya            | Kenya            | 1            | 1            | 0 (5)           | 0 (5)           |                               |                               |                               |                               |                 |                 |                 |                 |
|  | 1er B            | Burundi          |                  |                  |              |              |                 |                 |                               |                               |                               |                               |                 |                 |                 |                 |
|  | 3e A ou C        | Zanzibar tab     | 0 (6)            | 0 (6)            |              |              |                 |                 |                               |                               |                               |                               |                 |                 |                 |                 |
|  | 3e A ou C        | Zanzibar tab     | 0 (6)            | 0 (6)            | Zanzibar     | Zanzibar     | 2 (2)           | 2 (2)           | Match pour la troisième place | Match pour la troisième place | Match pour la troisième place | Match pour la troisième place |                 |                 |                 |                 |
|  | 4 décembre 2012  |                  |                  |                  | Zanzibar     | Zanzibar     | 2 (2)           | 2 (2)           | Match pour la troisième place | Match pour la troisième place | Match pour la troisième place | Match pour la troisième place |                 |                 |                 |                 |
|  |                  |                  | Kenya tab        | Kenya tab        | 2 (4)        | 2 (4)        |                 |                 | 8 décembre 2012               | 8 décembre 2012               | 8 décembre 2012               | 8 décembre 2012               |                 |                 |                 |                 |
|  | 2e A             | Kenya            | Kenya tab        | Kenya tab        | 2 (4)        | 2 (4)        | 1               | 1               | 8 décembre 2012               | 8 décembre 2012               | 8 décembre 2012               | 8 décembre 2012               |                 |                 |                 |                 |
|  | 2e A             | Kenya            |                  |                  |              |              |                 | 1               |                               |                               | Tanzanie                      | Tanzanie                      | 1 (5)           | 1 (5)           |                 |                 |
|  | 2e C             | Malawi           | 0                | 0                |              |              |                 |                 |                               |                               | Tanzanie                      | Tanzanie                      | 1 (5)           | 1 (5)           |                 |                 |
|  | 2e C             | Malawi           | 0                | 0                | Zanzibar tab | Zanzibar tab | 1 (6)           | 1 (6)           |                               |                               |                               |                               |                 |                 |                 |                 |
|  |                  |                  |                  |                  |              |              |                 |                 |                               |                               |                               |                               |                 |                 |                 |                 |

#### Quarts de finale
| 3 décembre 2012 | Rwanda | 0 - 2 | Tanzanie               | Lugogo Stadium, Kampala |
|                 |        |       | Kiemba 34e · Bocco 54e |                         |

| 4 décembre 2012 | Kenya      | 1 - 0 | Malawi | Nelson Mandela National Stadium, Kampala |
|                 | Baraza 58e |       |        |                                          |

| 3 décembre 2012 | Burundi         | 0 - 0 a.p. | Zanzibar | Lugogo Stadium, Kampala |  |
|                 |                 |            |          |                         |  |
|                 | Tirs au but 5-6 |            |          |                         |  |

| 4 décembre 2012 | Ouganda                  | 2 - 0 | Éthiopie | Nelson Mandela National Stadium, Kampala |
|                 | Kizito 4e · Ssentogo 60e |       |          |                                          |

#### Demi-finales
| 6 décembre 2012 | Tanzanie | 0 - 3 | Ouganda                      | Nelson Mandela National Stadium, Kampala |
|                 |          |       | Okwi 12e · Ssentogo 52e, 72e |                                          |

| 6 décembre 2012 | Zanzibar                       | 2 - 2 a.p. | Kenya                         | Nelson Mandela National Stadium, Kampala |  |
|                 | Khamis 21e · Morris 76e (pen.) |            | Haroub 30e (csc) · Baraza 81e |                                          |  |
|                 | Tirs au but 2-4                |            |                               |                                          |  |

#### Match pour la3eplace
| 8 décembre 2012 | Tanzanie        | 1 - 1 | Zanzibar   | Nelson Mandela National Stadium, Kampala |  |
|                 | Kazimoto 19e    |       | Othman 85e |                                          |  |
|                 | Tirs au but 5-6 |       |            |                                          |  |

#### Finale
| 8 décembre 2012 | Ouganda                   | 2 - 1 | Kenya       | Nelson Mandela National Stadium, Kampala |  |
|                 | Ssentogo 28e · Kizito 90e |       | 87e Lavatsa |                                          |  |

| Vainqueur Coupe CECAFA 2012 Ouganda 13e titre |